# Raión de Briujovétskaya
El raión de Briujovétskaya (del ruso: Брюховецкий район) es uno de los treinta y siete raiones en los que se divide el krai de Krasnodar, en Rusia. Está situado en el área septentrional del centro del krai. Limita al sur con el raión de Korenovsk y el de Timashovsk, al oeste con el raión de Primorsko-Ajtarsk, al norte con el raión de Kanevskaya y el de Pávlovskaya y al este con el Vyselki. Tiene una superficie de 1 360 km² y contaba con una población de 52 799 habitantes en 2010. Su centro administrativo es Briujovétskaya.
El relieve de la región es llano, perteneciente a las tierras bajas de Kubán-Azov, y está surcado por la cuenca del río Beisug y el curso inferior de dos de sus afluentes, el Beisuzhok Izquierdo y el Beisuzhok Derecho.

## Historia
El raión fue establecido el 2 de junio de 1924 en la composición del ókrug de Kubán del óblast del Sudeste, sobre el territorio del anterior volost Briujovétskoye del otdel de Krasnodar y Rogovskoye del otdel de Slaviansk del óblast de Kubán-Mar Negro. Inicialmente estaba formado por siete selsoviets: Briujovetskoye, Batúrinskoye, Novodzherelíevskoye, Novokórsunskoye, Pereyaslóvskoye, Rogovskoye y Chepíginskoye.
El 16 de noviembre de 1924 pasó a formar parte del krai del Cáucaso Norte y el 10 de enero de 1934 del krai de Azov-Mar Negro. El 31 de diciembre de ese año se formó el raión de Rogovskaya, con centro en Rogovskaya, dividiendo el raión. El 13 de septiembre de 1937 entra en la composición del krai de Krasnodar. El 22 de agosto de 1953 le son agregados tres selsoviets del disuelto raión de Rogovskaya: Malobeisúgskoye, Novodzherelíevskoye y Garbuzovobalkovskoye. Entre el 1 de febrero de 1963 y el 30 de diciembre de 1966 es disuelto y anexionado al raión de Kanevskaya.

## Demografía
| Año  | Población |
| ---- | --------- |
| 1959 | 50 781    |
| 1970 | 51 936    |
| 1979 | 50 530    |
| 1989 | 51 755    |
| 2002 | 54 594    |
| 2009 | 52 933    |

## División administrativa
El distrito está dividido en ocho municipios rurales, que engloban 33 localidades:
| Municipios de tipo rural             | |
| ------------------------------------ | --- |
| Municipio rural Batúrinskoye         | - stanitsa Batúrinskaya - selo Zariá - jútor Zozova Balka - jútor Poltavski |
| Municipio rural Bolshebeisúgskoye    | - selo Bolshói Beisug - jútor Priréchnoye - jútor Járkovo-Poltávskoye |
| Municipio rural Briujovétskoye       | - stanitsa Briujovétskaya - jútor Garbúzovaya Balka - jútor Imernitsin - jútor Kavkazski - jútor Krásnaya Zvezdá - jútor Krásnaya Niva - jútor Krásnaya Poliana - jútor Kubán - jútor Pobeda - jútor Pody - jútor Privolni - jútor Rogachi - jútor Chkalova |
| Municipio rural Novodzherelíyevskoye | - stanitsa Novodzherelíyevskaya - selo Beisúgskoye - jútor Cheliuskinets |
| Municipio rural Novoselskoye         | - selo Nóvoye Selo |
| Municipio rural Pereyaslóvskoye      | - stanitsa Pereyáslovskaya - jútor Vstrechni - jútor Sopova Balka |
| Municipio rural Riazánskoye          | - selo Svobódnoye |
| Municipio rural Chepíginskoye        | - stanitsa Chepiginskaya - posiólok Lebiazhi Ostrov - posiólok Limanski - jútor Kinoviya - jútor Razdolni |

*Los centros administrativos están resaltados en negrita.

## Economía y transporte
La agricultura y la ganadería son las actividades económicas que predominan en el distrito.
Las principales vías de comunicación que atraviesan la región son los ferrocarriles y las carreteras Krasnodar-Yeisk (en dirección norte-sur) y Timashovsk-estrecho de Kerch (que la atraviesa por el suroeste).